# 檀紙
檀紙（だんし）とは、楮を原料として作られた縮緬状のしわを有する高級和紙のこと。
厚手で美しい白色が特徴であり、主として包装・文書・表具などに用いられる。

## 概要
古くは主に弓を作る材料であったニシキギ科の落葉亜喬木であるマユミ（檀/真弓）の若い枝の樹皮繊維を原料として作られたためにこの名がある。また、陸奥国を主産地としたために「みちのくのまゆみ紙」後に転じて陸奥紙（みちのくがみ）とも呼ばれた。
『源氏物語』や『枕草子』にも「陸奥紙」として登場するなど、平安時代以後、高級紙の代表とされ、中世には讃岐国・備中国・越前国が産地として知られていた。なお、徳川将軍による朱印状も原則として檀紙が用いられていた（高山寺・大覚寺の所領安堵朱印状など）。

## 補注
1. ↑  ただし、田中稔の調査によれば、奈良時代に作成された正倉院文書には「檀紙」・「真弓紙」と言う名が存在するものの、現存する紙でマユミを原料とした紙の存在は確認されていないという。